# Grb Občine Šentilj
Grb Občine Šentilj je upodobljen na ščitu poznogotskega stila, sanitske oblike. V zelenem polju ščita je znak, katerega trije med seboj zraščeni deli tvorijo celoto heraldičnega atributa. Na dnu znaka je zlati krog, ki je 3,5-krat ožji od ščita. Iz kroga se dviga ležeč, od temeljnega droga 2-krat širši polmesec, katerega notranji profil zajeda šest polkrožnih vdolbin. Iz polmesečeve sredine se dviga srebrni patriarhalni križ, katerega tramovi so 4-krat ožji od premera temeljnega kroga. Konice polmeseca, vrh križa in konce križevih ramen zaključujejo od temeljnega kroga 2,5 krat manjši, v zlate krožce oblikovani nastavki.
Osrednji motiv na grbu je znamenje, ki se nahaja na zvoniku šentiljske cerkve. Ležeč in stiliziran polmesec je bil križu dodan leta 1839 kot spomin na leto 1532, ko so Turki oropali in poškodovali cerkev ter predstavlja zmago krščanstva nad islamom.